# Công ty sữa

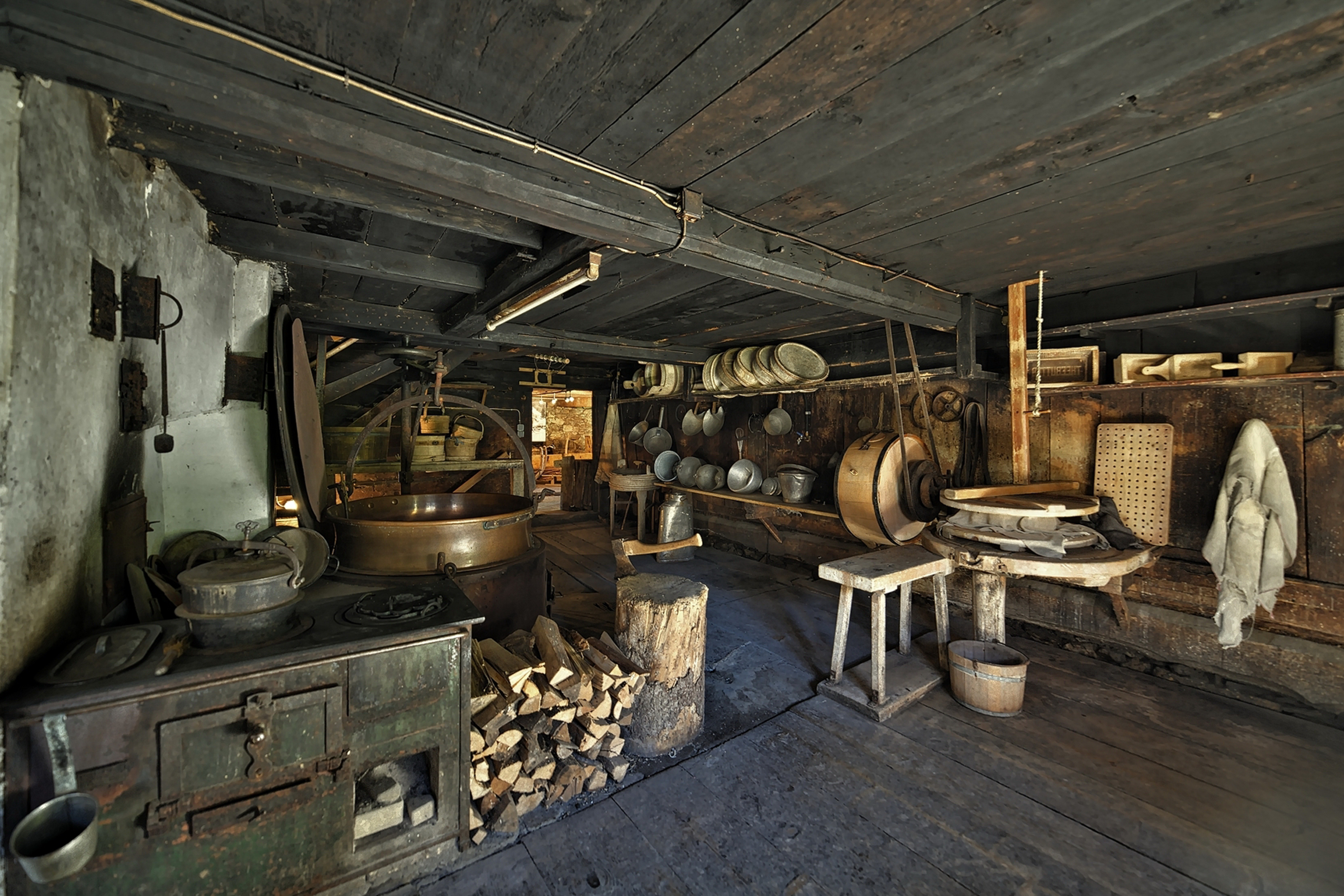
Trang trại cũ chuyên vắt sữa trên núi ở Schröcken, Vorarlberg, Áo, trong rừng Bregenz

Công ty sữa (Dairy) là một doanh nghiệp được thành lập để thu hoạch hoặc chế biến (hoặc cả hai) sữa động vật-chủ yếu từ bò hoặc trâu, mà còn từ dê, cừu, ngựa hoặc lạc đà-để cho con người iêu thụ. Một sản phẩm sữa thường được đặt tại một trang trại bò sữa chuyên dụng hoặc trong một phần của trang trại đa mục đích (trang trại hỗn hợp) có liên quan đến việc thu hoạch sữa và các chế phẩm sữa.
Thuật ngữ này là khác nhau giữa các quốc gia. Ví dụ, tại Hoa Kỳ, toàn bộ trang trại bò sữa thường được gọi là "diary". Khu vực tòa nhà hoặc trang trại nơi sữa được thu hoạch từ bò thường được gọi là "milking parlor" hoặc "parlor". Ngoại trừ trong trường hợp các công ty sữa nhỏ hơn, nơi những con bò thường được đặt trên đồng cỏ và thường được vắt sữa trong "chuồng trại". Khu vực trang trại nơi sữa được lưu trữ trong các bể lớn được gọi là "milk house (ngôi nhà sữa)" của trang trại. Sữa sau đó được vận chuyển (thường là bằng xe tải) đến một "dairy plant - nhà máy sữa" còn được gọi là "dairy" là nơi sữa tươi được chế biến thêm và chuẩn bị để bán các sản phẩm sữa thương mại.
Ở New Zealand, các khu vực trang trại để thu hoạch sữa cũng được gọi là "milking parlours" và được lịch sử gọi là "milking sheds". Giống như ở Hoa Kỳ, đôi khi các chuồng vắt sữa được gọi theo loại của chúng. Thiết kế phòng khách đã phát triển từ chuồng trại đơn giản hoặc chuồng trại đến các cấu trúc quay lớn trong đó quy trình làm việc (thông lượng của bò) được xử lý rất hiệu quả. Ở một số quốc gia, đặc biệt là những nước có số lượng nhỏ động vật được vắt sữa, trang trại có thể thực hiện các chức năng của một nhà máy sữa, chế biến sữa của chính họ thành các sản phẩm sữa có thể bán được, chẳng hạn như bơ, phô mai hoặc sữa chua. Hình thức chế biến tại chỗ này là một phương pháp truyền thống sản xuất các sản phẩm sữa chuyên dụng, phổ biến ở châu Âu.